# Mary Hammarfeldt
Maria (Mary) Wilhelmina Hammarfeldt-Josephson, född den 17 oktober 1840 i Stockholm, död där den 19 februari 1890, var en svensk skådespelare.

## Biografi
Mary Hammarfeldt var elev vid Kungliga Baletten 1853–1857, och därefter engagerad vid Ladugårdslandsteatern hos Theodor Schwartz 1858–1859, Mindre teatern hos Edvard Stjernström 1859–1863, och slutligen Dramaten 1863–1870. 
Det sades om henne att hon: 
| ” | uppmärksammades för sitt hurtiga och friska spel, i synnerhet i gossroller. Bland annat kreerade hon där bodgossen Cadets roll i Fregattkaptenen, hvilken roll hon äfven sedermera utförde på Dramatiska Teatern ett stort antal gånger. | „ |

Bland hennes roller fanns Zizine i Louis-François Clairville och Lambert Thibousts Den svaga sidan, Lazarillo i Dumanoir och Adolphe d'Ennerys Don Cesar de Bazano, Marinette i Ernst Wallmarks Marinettes små skälmstycken och Prinsen af Conti i Victorien Sardous En utflykt i det gröna (på Mindre teatern) samt Maria i William Shakespeares Trettondagsafton och Malin i Johan Jolins Mjölnarfröken (på Dramaten).
Mary Hammarfeldt gifte sig den 5 augusti 1870 med Edvard Josephson, som ägde Hotell Kung Carl. Hon avslutade sin karriär samma år som hon gifte sig.

## Teater

### Roller (ej komplett)
| År   | Roll       | Produktion                   | Regi | Teater                      |
| ---- | ---------- | ---------------------------- | ---- | --------------------------- |
| 1863 | Zerbinetta | Scapins skälmstycken Molière |      | Kungliga Dramatiska Teatern |